# Губин, Николай Петрович
Никола́й Петро́вич Гу́бин (1912, Губино, Уржумский уезд, Вятская губерния, Российская империя ― после 1985, Киев, СССР) ― советский военный деятель. В годы Великой Отечественной войны ― командир дивизиона 555 артиллерийского пушечного полка, начальник штаба артиллерийской бригады 70 гвардейского пушечного артиллерийского полка 19 тяжёлой артиллерийской дивизии. Полковник (1960). Дважды кавалер ордена Красного Знамени и ордена Отечественной войны I степени. Член ВКП(б) с 1943 года.

## Биография
Родился в 1912 году в деревне Губино ныне Дубниковского сельсовета Сернурского района Марий Эл в семье бедняка, погибшего в Гражданской войне. 
В 1933 году окончил индустриальный техникум в Йошкар-Оле.
В 1934 году призван в Красную армию, окончил Одесское артиллерийское училище. Участник Великой Отечественной войны с первых её дней: прошёл путь от командира дивизиона 555 артиллерийского пушечного полка до начальника штаба артиллерийской бригады 70 гвардейского пушечного артиллерийского полка 19 тяжёлой артиллерийской дивизии, от лейтенанта до гвардии подполковника. Воинские формирования под его руководством отличались высокой организацией работы вверенных подразделений, умелым планированием, тщательной разведкой, жёсткой боевой дисциплиной личного состава. В 1943 году вступил в ВКП(б). В 1944 году был ранен, лечился в госпитале. Награждён орденами Красного Знамени (дважды), Отечественной войны I степени (дважды), Кутузова III степени, Красной Звезды и медалями, в том числе медалью «За боевые заслуги». В 1960 году уволился из армии полковником.
После увольнения с армейской службы проживал в Киеве, окончил техникум радиоэлектроники.
Ушёл из жизни после 1985 года в Киеве.

## Военные награды
- Орден Красного Знамени (25.11.1941, 05.11.1954)[2][4]
- Орден Отечественной войны I степени (26.06.1944, 06.04.1985)[2][4][5]
- Орден Кутузова III степени (07.08.1943)[2][4]
- Орден Красной Звезды (19.03.1943)[2][3][4]
- Медаль «За боевые заслуги» (05.11.1946)[4]
- Медаль «За оборону Сталинграда» (22.12.1942)[4]
- Медаль «За победу над Германией в Великой Отечественной войне 1941—1945 гг.» (09.05.1945)[4]
- Медаль «Двадцать лет Победы в Великой Отечественной войне 1941—1945 гг.»
- Знак «25 лет победы в Великой Отечественной войне»
- Медаль «За воинскую доблесть. В ознаменование 100-летия со дня рождения Владимира Ильича Ленина» (1970)